# Dubu gimchi

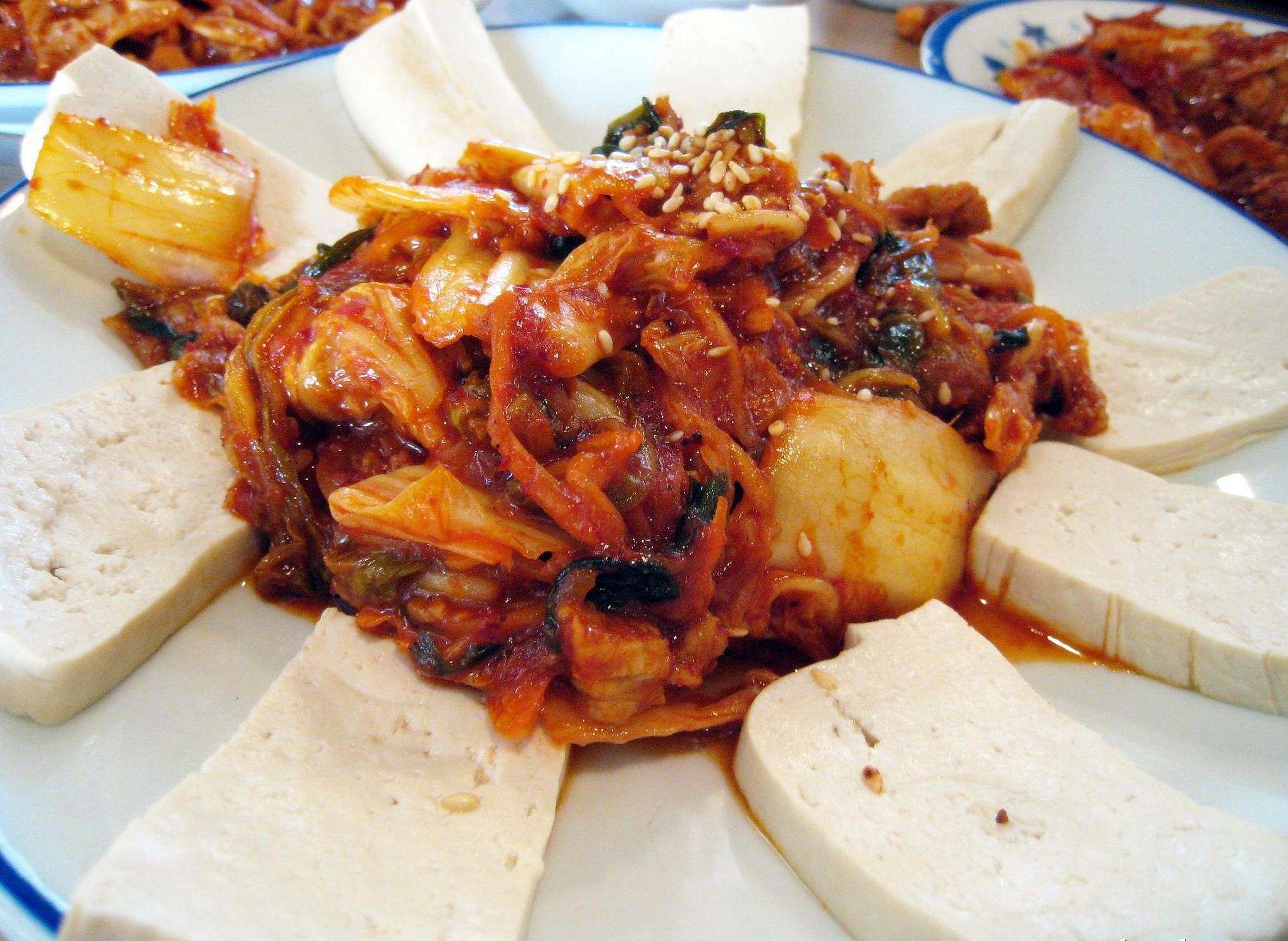
Dubu gimchi.

Le dubu gimchi (en hangeul : 두부 김치 ; en hanja : 豆腐沈菜 ; en coréen romanisé : dubu gimchi ; suivant la romanisation McCune-Reischauer : tubu kimch'i ; littéralement : « kimchi (de) tofu ») est un plat coréen composé de kimchi sauté, servi avec du tofu.
Les tranches de tofu, bouillies ou poêlées, et le kimchi, sont souvent servis avec du porc en tranches ou du thon en conserve. Malgré le nom du plat, le tofu n'est pas fermenté en kimchi.
Le plat est souvent servi comme un anju (un plat consommé avec de l'alcool), en particulier avec du soju.